# اینگلوود (کالیفرنیا)
اینگل وود (به انگلیسی: Inglewood) شهری در شهرستان لس‌آنجلس ایالت کالیفرنیا است که در سرشماری سال ۲۰۱۰ میلادی، ۱۰۹۶۷۳ نفر جمعیت داشته‌است.